# Aha (Tanna)
Rabbi A’ha (hébreu : רבי אחא) est un sage israélite du temps de la Mishna ayant vécu au iie siècle. Ses enseignements ne sont pas consignés dans la Mishna mais ils sont abondamment cités dans les Talmuds. Contemporain de Rabbi Meïr et Rabbi Shimon, il transmet les enseignements de Rabbi Yehouda et Rabbi Ahaï bar Hanina (ou Rabbi Yaaqov beRabbi Hanina)

## Enseignements
- De quoi meurent les femmes quand elles sont jeunes ? De nettoyer les excréments de leurs enfants le chabbat (TB Shabbat 32a)
- “Tu en parleras” [des paroles de Torah] (Deutéronome 6:7) — Fais-les permanentes et ne les fais pas temporaires (TB Yoma 19b)
- Pourquoi la bénédiction pour la guérison a-t-elle été fixée en huitième position des dix-huit bénédictions ? Parce que la circoncision, qui a lieu au huitième jour de vie, requiert la guérison du corps (TB Meguila 17b)
- Rabbi A’ha a dit : la présence divine ne quitte jamais le mur occidental car il est dit (Cantique 2:9) « Le voici qui se tient derrière notre muraille » et (Psaume 11:4) « ses yeux regardent, ses paupières distinguent les fils d’Adam » (Exode Rabba 2:2)